# Идрица (река)
И́дрица (или Идрия) — река в России, протекает в городском поселении Идрица Себежского района Псковской области. Берёт начало в озере Идрия на юго-западном краю поселка Идрица. Устье реки находится в 298 км по левому берегу реки Великой напротив деревни Пристань. Длина реки составляет 17 км, площадь водосборного бассейна 319 км².
- В 15 км от устья, по правому берегу реки впадает река Ливица.

## Данные водного реестра
По данным государственного водного реестра России относится к Балтийскому бассейновому округу, водохозяйственный участок реки — Великая. Относится к речному бассейну реки Нарва (российская часть бассейна).
Код объекта в государственном водном реестре — 01030000112102000027802.